# RideLondon Classique 2019
La 7.ª edición del RideLondon Classique se celebró el 3 de agosto de 2019 con 20 vueltas sobre circuito de 3,4 km para una distancia total de 68 km en la calle The Mall en la ciudad de Londres en el Reino Unido.
La carrera hizo parte del UCI WorldTour Femenino 2019 como competencia de categoría 1.WWT del calendario ciclístico de máximo nivel mundial siendo la decimosexta carrera de dicho circuito y fue ganada por la ciclista neerlandesa Lorena Wiebes del equipo Parkhotel Valkenburg. El podio lo completaron la ciclista italiana Elisa Balsamo del equipo Valcar Cylance y la ciclista estadounidense Coryn Rivera del equipo Sunweb.

## Equipos
Tomaron parte en la carrera un total de 16 equipos invitados por la organización, todos de categoría UCI Team Femenino, quienes conformaron un pelotón de 92 ciclistas de las cuales terminaron 85. Los equipos participantes fueron:
| Equipos femeninos (16)- Alé Cipollini - Boels Dolmans - Canyon-SRAM Racing - CCC-Liv - Drops - FDJ-Nouvelle Aquitaine-Futuroscope - Hitec Products - Lotto Soudal Ladies - Parkhotel Valkenburg-Destil - Rally UHC Cycling Women - Sunweb Women - Tibco-Silicon Valley Bank - Virtu Cycling Women - Trek-Segafredo - Valcar Cylance - WNT-Rotor Pro Cycling |
| |

## Clasificaciones finales
Las clasificaciones finalizaron de la siguiente forma:

### Clasificación general
| \| Clasificación general \| Clasificación general \| Clasificación general \| Clasificación general \| Clasificación general \| \| Ciclista \| Ciclista \| Equipo \| Tiempo \| \| \| --------------------- \| ------------------------- \| ---------------------------------- \| --------------------- \| --------------------- \| \| 1.ª \| Lorena Wiebes \| Parkhotel Valkenburg \| 1 h 33 min 55 s \| \| \| 2.ª \| Elisa Balsamo \| Valcar Cylance \| + 0 s \| \| \| 3.ª \| Coryn Rivera \| Sunweb \| + 0 s \| \| \| 4.ª \| Lotte Kopecky \| Lotto Soudal Ladies \| + 0 s \| \| \| 5.ª \| Letizia Paternoster \| Trek-Segafredo \| + 0 s \| \| \| 6.ª \| Marianne Vos \| CCC-Liv \| + 0 s \| \| \| 7.ª \| Christine Majerus \| Boels Dolmans \| + 0 s \| \| \| 8.ª \| Marta Tagliaferro \| Hitec Products-Birk Sport \| + 0 s \| \| \| 9.ª \| Maria Giulia Confalonieri \| Valcar Cylance \| + 0 s \| \| \| 10.ª \| Eugénie Duval \| FDJ-Nouvelle Aquitaine-Futuroscope \| + 0 s \| \| |                           |                                    |                 |
| |                           |                                    |                 |
| Fuente: ProCyclingStats |                           |                                    |                 |
| Clasificación general |                           |                                    |                 |
| Ciclista | Ciclista                  | Equipo                             | Tiempo          |
| 1.ª | Lorena Wiebes             | Parkhotel Valkenburg               | 1 h 33 min 55 s |
| 2.ª | Elisa Balsamo             | Valcar Cylance                     | + 0 s           |
| 3.ª | Coryn Rivera              | Sunweb                             | + 0 s           |
| 4.ª | Lotte Kopecky             | Lotto Soudal Ladies                | + 0 s           |
| 5.ª | Letizia Paternoster       | Trek-Segafredo                     | + 0 s           |
| 6.ª | Marianne Vos              | CCC-Liv                            | + 0 s           |
| 7.ª | Christine Majerus         | Boels Dolmans                      | + 0 s           |
| 8.ª | Marta Tagliaferro         | Hitec Products-Birk Sport          | + 0 s           |
| 9.ª | Maria Giulia Confalonieri | Valcar Cylance                     | + 0 s           |
| 10.ª | Eugénie Duval             | FDJ-Nouvelle Aquitaine-Futuroscope | + 0 s           |

## Ciclistas participantes y posiciones finales
Convenciones:
- AB-N: Abandono en la etapa "N"
- FLT-N: Retiro por llegada fuera del límite de tiempo en la etapa "N"
- NTS-N: No tomó la salida para la etapa "N"
- DES-N: Descalificado o expulsado en la etapa "N"

## UCI WorldTour Femenino
La RideLondon Classique otorgó puntos para el UCI WorldTour Femenino 2019 y el UCI World Ranking Femenino, incluyendo a todas las corredoras de los equipos en las categorías UCI Team Femenino. Las siguientes tablas muestran el baremo de puntuación y las 10 corredoras que obtuvieron más puntos:
| Posición   | 1.ª | 2.ª | 3.ª | 4.ª | 5.ª | 6.ª | 7.ª | 8.ª | 9.ª | 10.ª | 11.ª | 12.ª | 13.ª | 14.ª | 15.ª | 16.ª-30.ª | 31.ª-40.ª |
| Puntuación | 200 | 150 | 125 | 100 | 85  | 70  | 60  | 50  | 40  | 35   | 30   | 25   | 20   | 15   | 10   | 5         | 3         |

| Clasificación |                           |                                    |        |
| Posición      | Ciclista                  | Equipo                             | Puntos |
| ------------- | ------------------------- | ---------------------------------- | ------ |
| 1.ª           | Lorena Wiebes             | Parkhotel Valkenburg               | 200    |
| 2.ª           | Elisa Balsamo             | Valcar Cylance                     | 150    |
| 3.ª           | Coryn Rivera              | Sunweb                             | 125    |
| 4.ª           | Lotte Kopecky             | Lotto Soudal Ladies                | 100    |
| 5.ª           | Letizia Paternoster       | Trek-Segafredo                     | 85     |
| 6.ª           | Marianne Vos              | CCC-Liv                            | 70     |
| 7.ª           | Christine Majerus         | Boels-Dolmans                      | 60     |
| 8.ª           | Marta Tagliaferro         | Hitec Products-Birk Sport          | 50     |
| 9.ª           | Maria Giulia Confalonieri | Valcar Cylance                     | 40     |
| 10.ª          | Eugénie Duval             | FDJ Nouvelle Aquitaine Futuroscope | 35     |